# Chthoniidae
Chthoniidae là một họ Bọ cạp giả thuộc siêu họ Chthonioidea. Họ chứa hơn 600 loài với khoảng 30 chi. Ba mẫu hóa thạch được biết từ Baltic và Dominican amber.

## Các chi
Đây là danh sách mô tả các loài Chthoniidae.
- Afrochthonius Beier, 1930 — Châu Phi, Sri Lanka
- Allochthonius J. C. Chamberlin, 1929 — Nhật Bản, Triều Tiên
- Aphrastochthonius J. C. Chamberlin, 1962 — México, phía nam Hoa Kỳ, Guatemala, Cuba
- Apochthonius J. C. Chamberlin, 1929 — Bắc Mỹ
- Austrochthonius J. C. Chamberlin, 1929 — Nam Mỹ, Úc, New Zealand
- Caribchthonius Muchmore, 1976 — Vùng Caribe
- Centrochthonius Beier, 1931 — Nga, Cộng hòa Nhân dân Trung Hoa, Tây Tạng, Ấn Độ, Nepal
- Chiliochthonius Vitali-di Castri, 1975 — Chile
- Chthonius C. L. Koch, 1843 — Châu Âu tới Iran, Bắc Phi, Quần đảo Baleares, USA; loài phân bố toàn cầu
- Congochthonius Beier, 1959 — Zaire
- Drepanochthonius Beier, 1964 — Chile
- Francochthonius Vitali-di Castri, 1975 — Chile
- Kleptochthonius J. C. Chamberlin, 1949 — Mỹ
- Lagynochthonius Beier, 1951 — miền Australasia, châu Phi
- Malcolmochthonius Benedict, 1978 — Hoa Kỳ
- Maorichthonius J. C. Chamberlin, 1925 — New Zealand
- Mexichthonius Muchmore, 1975 — Mexico, Texas
- Mundochthonius J. C. Chamberlin, 1929 — Lục địa Á-Âu, Cộng hòa Dominica, Nam Mỹ
- Neochthonius J. C. Chamberlin, 1929 — California, România (?)
- Paraliochthonius Beier, 1956 — châu Âu, châu Phi, Florida, một vài đảo
- Pseudochthonius Balzan, 1892 — Nam, Trung Mỹ, châu Phi
- Pseudotyrannochthonius Beier, 1930 — Úc, Nhật Bản, Triều Tiên, Hoa Kỳ, Chile
- Sathrochthoniella Beier, 1967 — New Zealand
- Sathrochthonius J. C. Chamberlin, 1962 — Australia tới Nouvelle-Calédonie, Nam Mỹ
- Selachochthonius J. C. Chamberlin, 1929 — Nam Phi
- Spelyngochthonius Beier, 1955 — Sardegna, Tây Ban Nha, Pháp
- Stygiochthonius Carabajal Marquez, Garcia Carrillo & Rodriguez Fernandez, 2001 — Tây Ban Nha
- Troglochthonius Beier, 1939 — Ý, Nam Tư
- Tyrannochthoniella Beier, 1966 — New Zealand
- Tyrannochthonius J. C. Chamberlin, 1929 — Brazil tới phía nam Hoa Kỳ, miền Australasia, châu Phi, Hawaii
- Vulcanochthonius Muchmore, 2000 — Hawai'i